# Arne Eriksson
Pour les articles homonymes, voir Eriksson.
Arne Eriksson, né le 15 janvier 1916 et mort le 1er août 1983, est un ancien arbitre finlandais de football. Il fut arbitre international de 1955 à 1958.

## Carrière
Il a officié dans une compétition majeure :
- Coupe du monde de football de 1958 (1 match)